# Capparis grandis
Capparis grandis là một loài thực vật có hoa trong họ Capparaceae. Loài này được L.f. mô tả khoa học đầu tiên năm 1782.